# Kalanchoe manginii
Kalanchoe manginii ist eine Pflanzenart der Gattung Kalanchoe in der Familie der Dickblattgewächse (Crassulaceae).

## Beschreibung
Kalanchoe manginii ist ein kriechender Zwergstrauch und wird bis 40 Zentimeter hoch. Die zahlreichen, schlanken, verholzten, niederliegenden Triebe stehen gebüschelt. Das Ende der Triebe ist aufgerichtet. Die nicht blühfähigen Triebe sind flaumig behaart und besitzen Drüsen, blühfähige Triebe sind dagegen kahl. Die sitzenden, sehr sukkulenten Laubblätter sind bis 8 Millimeter dick, kahl bis winzig flaumig behaart, grün, verkehrt eiförmig bis länglich kreisrund und 1 bis 3 Zentimeter lang und 0,6 bis 1,5 Zentimeter breit. Die Blattspitze ist sehr stumpf, an der Basis verschmälert und nicht stängelumfassend. Der Blattrand ist ganzrandig oder im oberen Teil leicht gekerbt. 
Der Blütenstand ist eine lockere, wenigblütige Rispe mit Brutknospen. Die hängenden Blüten sitzen an 0,7 bis 1 Zentimeter langen Blütenstielen.  Die grüne bis grünrötliche Kelchröhre ist 0,4 bis 0,8 Millimeter lang und endet in eiförmigen, zugespitzten Zipfeln, die 6,5 bis 9 Millimeter lang und 2,4 bis 3,5 Millimeter breit sind. Die Blütenkrone ist urnenförmig, rot-orange bis leuchtend-rot. Die 20 bis 25 Millimeter lange Kronröhre hat eiförmige Zipfel mit aufgesetzten Spitzen von 3,5 bis 4,5 Millimeter Länge und 4,5 bis 5 Millimeter Breite. Die Staubblätter sind nahe der Basis der Kronröhre angeheftet und ragen alle aus der Kronröhre heraus.  Die Staubbeutel sind nierenförmig und etwa 1,6 Millimeter lang. Die linealischen Nektarschüppchen sind 1,8 Millimeter lang und breit. Der Griffel ist zwischen 14 und 17 Millimeter lang.
Die Chromosomenzahl beträgt 2n = 34.

## Systematik und Verbreitung
Kalanchoe manginii ist in Zentral-Madagaskar auf trockenen und felsigen Hängen in Höhenlagen bis 2000 Metern verbreitet. Die Erstbeschreibung erfolgte 1912 durch Raymond-Hamet und Joseph Marie Henri Alfred Perrier de la Bâthie.
Ein Synonym ist Bryophyllum manginii.

## Nachweise
- Bernard Descoings: Kalanchoe manginii. In: Urs Eggli (Hrsg.): Sukkulenten-Lexikon. Crassulaceae (Dickblattgewächse). Eugen Ulmer, Stuttgart 2003, ISBN 3-8001-3998-7, S. 170.